# Charalá
Charalá è un comune della Colombia facente parte del dipartimento di Santander.
L'abitato venne fondato da Martín Galeano nel 1540, mentre l'istituzione del comune è del 1887.